# Willi Warma
Willi Warma (manchmal auch als Willie Warma bekannt) war eine österreichische Punk-Band aus Linz, die 1977 gegründet und 1983 aufgelöst wurde.

## Geschichte
Die ursprüngliche Besetzung bestand aus Kurt Holzinger (Gesang, 1960–2019), Peter Donke (Bass, 1960–2016), Julius Zechner (Gitarre, † 1992) und Christian Unger (Schlagzeug). Die Band wurde nach der englischen Bezeichnung Willie Warmer für einen gestrickten Peniswärmer benannt. Das Lied Stahlstadtkinder gilt als Hymne der Stadt Linz. Die Musik von Willi Warma wurde zuerst von den Rockbands Rolling Stones und den Stooges und nach einer späteren Englandreise von Bandmitgliedern von den britischen Punkbands Sex Pistols und The Clash beeinflusst. Der Sänger Kurt Holzinger wurde aufgrund seines Auftretens mit dem Spitznamen „Mick Jagger von Linz“ bedacht. Die österreichische Tageszeitung Die Presse nannte ihn in ihrem Nachruf einen „Hybrid aus Mick Jagger und Iggy Pop“. 2011 wurde die Band im Dokumentarfilm Es muss was geben erwähnt, der auf dem gleichnamigem, 2007 erschienenen Interviewbuch von Andreas Kump basiert.

## Diskografie
- 1981: Ich sprenge alle Ketten / Stahlstadtkinder (Single, Atom)[10]
- 1982: Dein Vater ist dagegen / Alle wollen glücklich sein (Single, OK Musica)[10]
- 2008: Stahlstadtkinder (Album, Kompilation, Fischrecords)[10][11]
- 2022: Niemand hilft mir / Ich sprenge alle Ketten (Live) (Single, Schallter)[10]